# Zilla (roślina)
Zilla – rodzaj roślin należący do rodziny kapustowatych. Według The Plant List w obrębie tego rodzaju sklasyfikowane są co najmniej dwa gatunki, ale w ujęciu Plants of the World Online rodzaj jest monotypowy tylko z gatunkiem Zilla spinosa.

## Systematyka
Pozycja systematyczna według APweb (aktualizowany system APG IV z 2016)
Należy do rodziny kapustowatych (Brassicaceae), rzędu kapustowców (Brassicales), kladu różowych (rosids) w obrębie okrytonasiennych (Magnoliophyta).
Wykaz gatunków
- Zilla macroptera Coss.
- Zilla spinosa (L.) Prantl